# Кркобабич, Йован
Кркобабич, Йован (серб. Јован Кркобабић; 1930, Коляне, Приморская бановина, Югославия — 22 апреля 2014, Белград, Сербия) — сербский политик, основатель Единой партии пенсионеров, крестьян и пролетариев Сербии, вице-премьер и министр труда.

## Биография
Родился в крестьянской семье в Коляне близ Синя, в детстве жил недалеко от Скрадина на реке Крка, с чем сам Кркобабич связывал образование своей фамилии. Отец занимался овцеводством. Обучение Йована в начальной школе прервала война, в ходе которой он, несмотря на юный возраст, участвовал в освободительном движении, став одним из самых молодых партизан. Окончив школу после войны, продолжил обучение в Белградском университете на факультете политологии, где защитил докторскую диссертацию.
С 1950-х годов на протяжении 18 лет работал в Институте ядерных наук «Винча». Был основателем и секретарём Республиканского союза пенсионного и инвалидного страхования, награждён серебряной звездой ордена «За заслуги перед народом». В 1994 году добился в Конституционном суде Сербии отмены решения правительства о сокращении пенсий на 20 %.
Член Союза коммунистов Югославии, с середины 1990-х годов — в Социалистической партии Сербии. На выборах 1997 года занимал 7-е место в списке коалиции Милошевича, был избран депутатом Скупщины Сербии и Союзной скупщины Югославии. После краха Социалистической партии некоторое время оставался беспартийным, хотя получал предложения присоединиться к различным политическим движениям. Выступал противником курса на присоединение к Европейский Союз, заявляя, что его условием является обнищание миллиона югославских пенсионеров. В 2004 году объявил о поддержке Небойши Човича, а в 2006 году возглавил Союз пенсионеров Югославии и Объединённую партию пенсионеров, крестьян и пролетариев Сербии (серб. Партија уједињених пензионера, пољопривредника и пролетера Србије, ПУПС). На выборах в мае 2008 года коалиция партии Кркобабича с СПС и «Единой Сербией» получила 20 мест в Скупщине, из которых 5 достались ПУПС. В июне 2008 года Кркобабич как старейший депутат открывал учредительную сессию Скупщины и 7 июля был назначен на пост вице-премьера.
На выборах 2012 года блок СПС-ПУПС-ЕС получил уже 44 мандата, из которых 12 пришлось на долю партии Кркобабича. В июле лидер ПУПС получил кресло вице-премьера и министра труда, занятости и социальных вопросов в кабинете Ивицы Дадича.
Йован Кркобабич умер в 2014 году в возрасте 84 лет в больнице Военно-медицинской академии (Белград) после отказа обеих почек. Перед смертью он страдал от рака предстательной железы. Его преемником на посту лидера партии стал его сын Милан Кркобабич.

## Семья
От жены Марии у Кркобабича родились двое сыновей. Сын Милан — тоже политик, функционер Единой партии пенсионеров.